# Tricentrogyna faustaria
Tricentrogyna faustaria är en fjärilsart som beskrevs av Achille Guenée 1857. Tricentrogyna faustaria ingår i släktet Tricentrogyna och familjen mätare. Inga underarter finns listade i Catalogue of Life.